# Osm korouhví

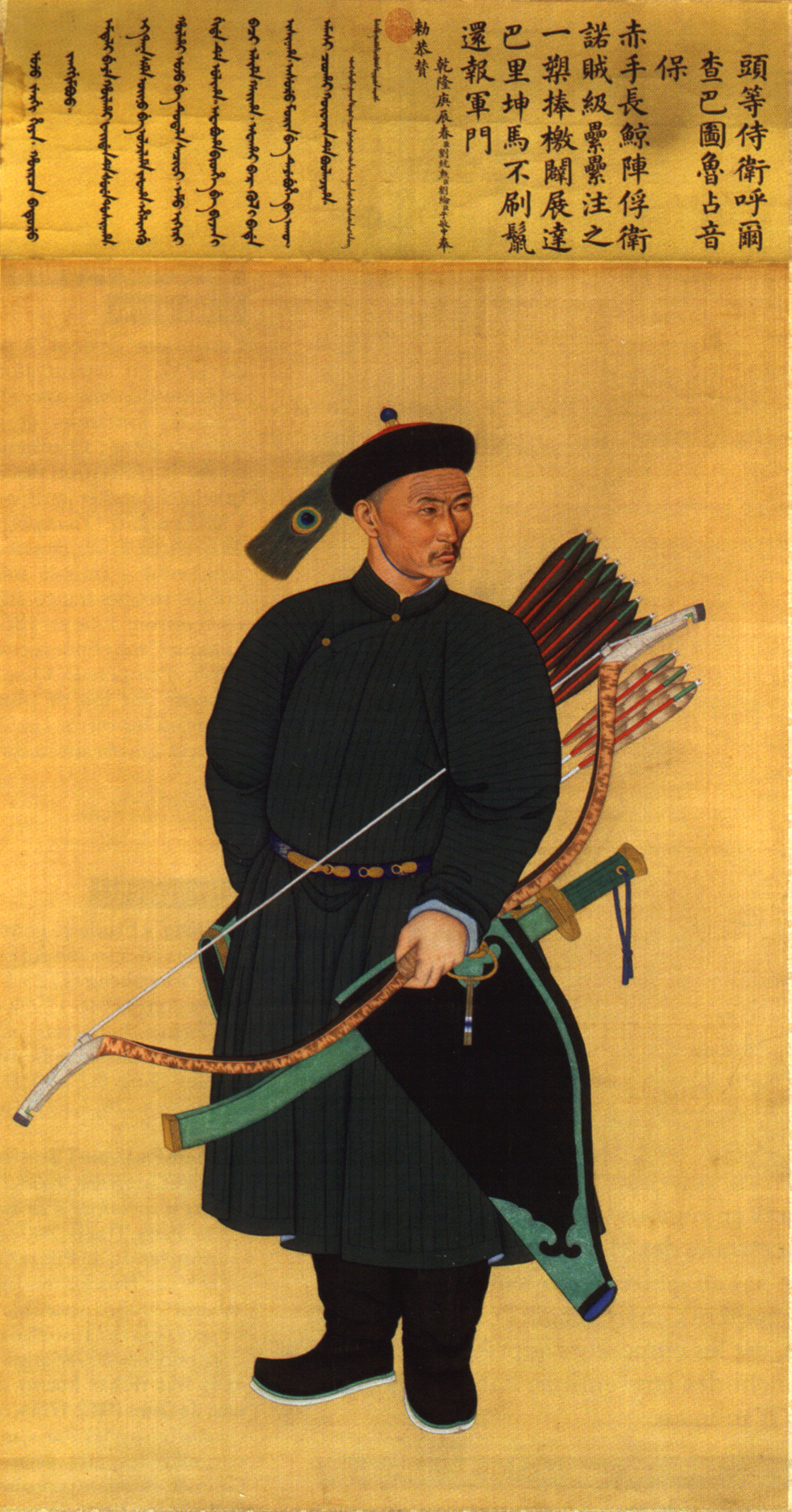
Mandžuský gardista císaře Čchien-lunga

Osm korouhví (mandžusky Jakūn gūsa, mongolsky Найм хошуу, čínsky v českém přepisu pa čchi, pchin-jinem ba qí, znaky 八旗) je označení vojensko-správního rozřazení Mandžuů, zavedeného Nurhačim na počátku 17. století.
Zpočátku šlo především o vojenské rozřazení, které postupem času získalo četné správní funkce a vedle Mandžuů byli do jeho řad začleněny i skupiny Mongolů a Číňanů. Bylo zrušeno s pádem mandžuské dynastie Čching v roce 1911.

## Zřízení, etnické složení a struktura
Korouhevní systém zřídil na počátku 17. století Nurhači. Mandžuské rodiny byly rozčleněny na základě rodové spřízněnosti do korouhví. Každá korouhev byla povinna postavit určitý počet vojáků a z korouhevního systému se brzy stalo tvrdé jádro mandžuské vojenské mašinérie.
Nejprve byli příslušníky korouhví pouze Mandžuové. Po ovládnutí vnitromongolských kmenů byli do systému včleněny i skupiny Mongolů. Posléze začali být přibíráni i Číňané, původně pouze jako náhrada za padlé vojáky. Zvyšující se počet Číňanů nakonec vedl k vytvoření vlastní čínské armády, užívané zejména k podpoře pěchoty. V roce 1631 byla vytvořena zvláštní čínská dělostřelecká jednotka a v roce 1639 byly vytvořeny čtyři čínské korouhve. V roce 1642 byl ustaven systém všech osmi korouhví přidáním nových čtyř korouhví s lemem.
Po dobytí Číny se korouhevní systém byrokratizoval. Materiální potřeby vojáků a jejich rodin již nebylo možné uspokojovat z kořisti. Byl ustaven systém platů, byly standardizovány hodnosti a z korouhví se stala dědičná vojenská kasta. Jednotliví vojáci byli přiděleni do posádek po celé čchingské říši (největší posádky byly v Pekingu, Si-anu, Chang-čou, Mandžusku a na strategických místech podél Jang-c’-ťiang, Velké čínské zdi a Velkého čínského kanálu).
Hierarchicky bylo Osm korouhví rozděleno na dvě skupiny – tři tzv. horní korouhve (Žlutá, Lemovaná žlutá a Bílá), které byly podřízeny přímo císaři a pět tzv. dolních korouhví, které byly podřízeny jednotlivým princům. Základní jednotkou korouhve byla tzv. niru o síle 300 mužů. Pět niru tvořilo jalan. Pět jalanů tvořilo gūsu (korouhev). (Tyto počty byly ideální, skutečná čísla bývala odlišná.)

## Jednotlivé korouhve
| Korouhev | Česky                     | Mandžusky               | Mongolsky           | Čínsky                                    |
| -------- | ------------------------- | ----------------------- | ------------------- | ----------------------------------------- |
|          | Žlutá korouhev            | Gulu suwayan i gūsa     | Шүлүүн шар хошуу    | 正黃旗 zhèng huáng qí (čeng chuang čchi)  |
|          | Lemovaná žlutá korouhev   | Kubuhe suwayan i gūsa   | Хөвөөт шар хошуу    | 鑲黃旗 xiāng huáng qí (siang chuang čchi) |
|          | Bílá korouhev             | Gulu šanggiyan i gūsa   | Шүлүүн цагаан хошуу | 正白旗 zhèng bái qí (čeng paj čchi)       |
|          | Lemovaná bílá korouhev    | Kubuhe šanggiyan i gūsa | Хөвөөт цагаан хошуу | 鑲白旗 xiāng bái qí (siang paj čchi)      |
|          | Červená korouhev          | Gulu fulgiyan i gūsa    | Шүлүүн улаан хошуу  | 正紅旗 zhèng hóng qí (čeng chung čchi)    |
|          | Lemovaná červená korouhev | Kubuhe fulgiyan i gūsa  | Хөвөөт улаан хошуу  | 鑲紅旗 xiāng hóng qí (siang chung čchi)   |
|          | Modrá korouhev            | Gulu lamun i gūsa       | Шүлүүн хөх хошуу    | 正藍旗 zhèng lán qí (čeng lan čchi)       |
|          | Lemovaná modrá korouhev   | Kubuhe lamun i gūsa     | Хөвөөт хөх хошуу    | 鑲藍旗 xiāng lán qí (siang lan čchi)      |

## Další vývoj
V 18. století začalo Osm korouhví upadat. Jejich vojenské jednotky přestaly být schopny klást účinný odpor nejen západním mocnostem (např. Británii v Opiových válkách), ale i vnitřnímu nepříteli (během Povstání tchaj-pchingů). Během doby byly některé jednotky z čínských korouhví převedeny do civilní správy, případně byly včleněny do Armády zelené zástavy. Na konci 19. století začali Čchingové vytvářet Novou armádu, založenou na západních metodách výcviku a se západní výzbrojí. Systém Osmi korouhví však byl zachován a byl zrušen až po pádu Čchingů v roce 1911.
Na konci čchingského období byli příslušníci Osmi korouhví Čínskou republikou považováni za Mandžuy, a to bez ohledu na jejich skutečnou národnost.